# Кутрів
Ку́трів — село в Україні, у Берестечківській громаді Луцького району Волинської області. Населення становить 553 особи (2001). 

## Географія
Село розташоване на лівому березі річки Стир, за 50 км. до обласного центру міста Луцька. Куртів є передмістям Берестечка.

## Історія
Кутрів вперше згадується в описі Луцького замку 1545 року як володіння Микити та Яцька Кутрівських, від яких і походить назва села. На той час К. перебував у межах Великого князівства Литовського, за Люблін. унією 1569 відійшов до Польщі.
У 2-й пол. 16 ст. належав Ф. Требуховській і Ф. Дялинському. Жителі брали участь у Визвольній війні під проводом Б. Хмельницького. 18–30 червня 1651 у ході Берестец. битви тут зазнали поразки козаки від польського війська під керівництвом короля Яна II Казимира.
За 3-м поділом Польщі 1795 у складі Зх. Волині К. приєднано до Рос. імперії.
У 19 ст. – у власності Ожаровських.
У 1890-х рр. мешкали 587 осіб, було 93 двори.
У 19 – на поч. 20 ст. – село Дубен. пов. Волинської губернії.
У 1906 році село Берестецької волості Дубенського повіту Волинської губернії. Відстань від повітового міста 57 верст, від волості 2. Дворів 69, мешканців 655.
Під час 1-ї світової війни побл. К. проходила лінія фронту, тут відбувалися кровопролитні бої між австр. і рос. військами. Від лютого 1918 Кутрів контролювали війська Троїстого союзу, від весни 1919 до літа 1920 – Польщі, влітку 1920 – більшовиків.
1921–39 – село Горохівського повіту Волинського воєводства Польщі (відійшло у складі Зах. України за Ризьким мирним договором).
Від 1939 – у складі Волинської обл. УРСР. 1940–59 – село Берестечківського, від 1959 – Горохівського р-нів.
Від 23 червня 1941 до 3 квітня 1944 – під нім.-фашист. окупацією.
Є глиняний кар’єр, на базі якого 1916–98 працював цегел. завод. 1953–2015 діяла початк. школа (нині діти навчаються у с. Мерва та Берестечку); у 1980–90-х рр. функціонував клуб. Нині мешканців лікує фельдшер.-акушер. пункт.
У селі є дерев'яна церква Святого Юрія, побудована 1761 року.
12 червня 2020 року, відповідно до розпорядження Кабінету Міністрів України № 708-р «Про визначення адміністративних центрів та затвердження територій територіальних громад Волинської області», село увійшло у склад Берестечківської міської громади.
19 липня 2020 року, в результаті адміністративно-територіальної реформи та ліквідації Горохівського району, село увійшло до складу новоутвореного Луцького району.

## Населення
Згідно з переписом УРСР 1989 року чисельність наявного населення села становила 509 осіб, з яких 229 чоловіків та 280 жінок.
За переписом населення України 2001 року в селі мешкало 555 осіб.

### Мова
Розподіл населення за рідною мовою за даними перепису 2001 року:
| Мова       | Відсоток |
| ---------- | -------- |
| українська | 99,10 %  |
| російська  | 0,72 %   |

## Релігія

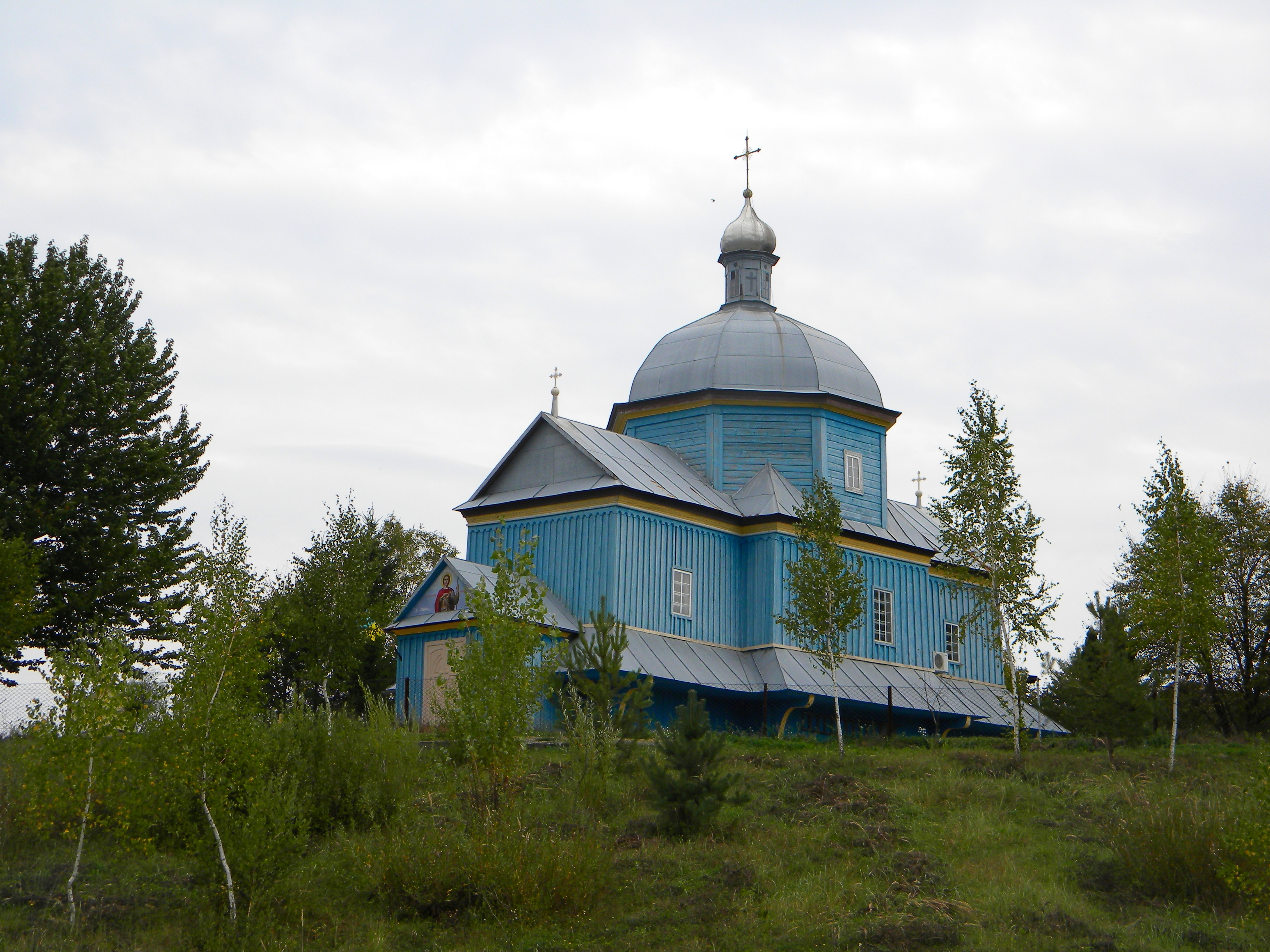
Церква Святого Юрія (1761)

У селі є чинна дерев'яна Церква Святого Юрія, пам'ятка архітектури національного значення, збудована у 1761 році.
19 січня 2019 року в церкві Святого Юрія присутні на святковій службі парафіяни проголосували за вихід релігійної громади з підпорядкування УПЦ Московського патріархату і перехід до ПЦУ.

## Особистості
- Прокопович Борис Миронович — український режисер, народний артист УРСР. Режисер, а у 1965—1980 роках — головний режисер Полтавського українського музично-драматичного театру ім. М. В. Гоголя.
- Карп'юк Анатолій Микитович (1932) — педагог, поет, краєзнавець.